# Jelena Berezjnaja
Jelena Viktorovna (Lena) Berezjnaja (Russisch: Елена Викторовна Бережная) (Nevinnomyssk, 11 oktober 1977) is een Russisch voormalig kunstschaatsster. Berezjnaja en haar schaatspartner Anton Sicharoelidze werden, na zilver in 1998, in 2002 olympisch kampioen bij de paren. Ze moesten de gouden medaille echter delen met het Canadese paar Jamie Salé en David Pelletier, nadat een Frans jurylid bekende niet objectief gehandeld te hebben. De Russin nam deel aan drie edities van de Olympische Winterspelen: Lillehammer 1994 (voor Letland, met Oļegs Šļahovs), Nagano 1998 en Salt Lake City 2002 (met Sicharoelidze).

## Biografie

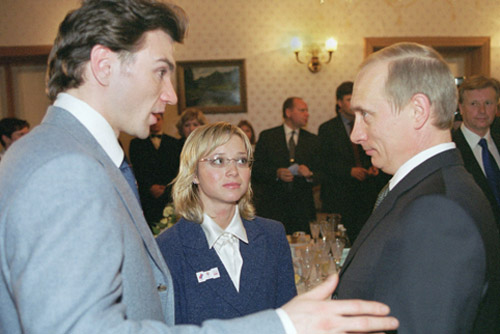
Berezjnaja en Sicharoelidze ontmoeten president Poetin (2002)

Berezjnaja begon op vierjarige leeftijd met kunstschaatsen en maakte op haar dertiende de overstap naar het paarrijden. Aleksander Roetsjkin, een zoon van Berezjnaja's coach, werd haar schaatspartner, maar de samenwerking bleek geen succes. De veertienjarige Berezjnaja, inmiddels verhuisd naar Moskou, werd vervolgens gekoppeld aan de in Letland geboren Oļegs Šļahovs, die er al zeven schaatspartners op had zitten. Hoewel ze goed van start gingen, en successen behaalden, ging Šļahovs na verloop van tijd gewelddadig gedrag vertonen. Zo sloeg hij Berezjnaja en liet hij haar, opzettelijk, vallen tijdens trainingen. Bij de Winterspelen in Lillehammer eindigden Berezjnaja en Šļahovs als achtste.
Hun beste prestaties bij andere internationale toernooien waren een zevende plek bij de WK (1994, 1995) en een vijfde plaats bij de EK (1995). Op 9 januari 1996, vlak voor de Europese kampioenschappen, verwondde Šļahovs Berezjnaja tijdens een training met zijn schaats. Ze lag weken in het ziekenhuis, was halfzijdig verlamd en kon tijdelijk niet praten. Doktoren twijfelden of ze ooit weer zou kunnen lopen.
Maar Berezjnaja krabbelde op en ging een samenwerking aan met Anton Sicharoelidze. In maart 1996 zette ze met hem weer haar eerste stappen op het ijs, wat in november 1996 gevolgd werd door deelname aan kunstschaatswedstrijden. Berezjnaja en Sicharoelidze werden in 1997 derde bij de EK en negende bij de WK. Ze werden later tweevoudig Europees (1998, 2001) en wereldkampioen (1998, 1999). In 2000 moesten ze de door hen gewonnen gouden EK-medaille inleveren, nadat Berezjnaja positief getest was op pseudo-efedrine zonder de ISU daarover te informeren. Berezjnaja en Sicharoelidze namen deel aan twee edities van de Olympische Winterspelen: Nagano 1998 en Salt Lake City 2002. In Salt Lake City wonnen ze de gouden olympische medaille. Deze moesten ze na het uitkomen van corruptie onder de juryleden wel delen met het Canadese paar Jamie Salé en David Pelletier. Een Frans jurylid zou niet objectief gehandeld hebben.
Berezjnaja had jaren een knipperlichtrelatie met Sicharoelidze. Met haar ex-echtgenoot, kunstschaatser Steven Cousins, kreeg ze een zoon (2007) en een dochter (2009).

## Belangrijke resultaten
1992-1996 met Oļegs Šļahovs (voor Letland uitkomend)
1996-2002 met Anton Sicharoelidze (voor Rusland uitkomend)
| Kampioenschap           | 92/93 | 93/94 | 94/95 | 95/96  |        | 96/97  | 97/98  | 98/99      | 99/00  | 00/01  | 01/02 |
| ----------------------- | ----- | ----- | ----- | ------ | ------ | ------ | ------ | ---------- | ------ | ------ | ----- |
| Olympische Spelen       |       | 8e    |       |        |        | Zilver |        |            |        | Goud   |       |
| Wereldkampioenschap     | 14e   | 7e    | 7e    |        | 9e     | Goud   | Goud   |            | Zilver |        |       |
| Europees kampioenschap  | 8e    | 8e    | 5e    | t.z.t. | Brons  | Goud   | t.z.t. | diskw. (*) | Goud   |        |       |
| Grand Prix-finale       |       |       |       |        |        | Goud   | Zilver | Brons      | Zilver | Zilver |       |
| Nationaal kampioenschap |       |       |       |        | Zilver | Zilver | Goud   | Goud       | Goud   | Goud   |       |

(*) de gouden medaille moesten ze inleveren, nadat Berezjnaja positief getest was op pseudo-efedrine zonder de ISU daarover te informeren
1908: Anna Hübler / Heinrich Burger ·
1920: Ludovika Jakobsson / Walter Jakobsson ·
1924: Helene Engelmann / Alfred Berger ·
1928: Andrée Joly / Pierre Brunet ·
1932: Andrée Brunet / Pierre Brunet ·
1936: Maxi Herber / Ernst Baier ·
1948: Micheline Lannoy / Pierre Baugniet ·
1952: Ria Baran / Paul Falk ·
1956: Sissy Schwarz / Kurt Oppelt ·
1960: Barbara Wagner / Robert Paul ·
1964: Ljoedmila Belooesova / Oleg Protopopov ·
1968: Ljoedmila Belooesova / Oleg Protopopov ·
1972: Irina Rodnina / Aleksej Oelanov ·
1976: Irina Rodnina / Aleksandr Zajtsev ·
1980: Irina Rodnina / Aleksandr Zajtsev ·
1984: Jelena Valova / Oleg Vasiljev ·
1988: Jekaterina Gordejeva / Sergej Grinkov ·
1992: Natalja Misjkoetjonok / Artoer Dmitrijev ·
1994: Jekaterina Gordejeva / Sergej Grinkov ·
1998: Oksana Kazakova / Artoer Dmitrijev ·
2002: Jelena Berezjnaja / Anton Sicharoelidze en Jamie Salé / David Pelletier ·
2006: Tatjana Totmjanina / Maksim Marinin ·
2010: Shen Xue / Zhao Hongbo ·
2014: Tatjana Volosozjar / Maksim Trankov ·
2018: Aliona Savchenko / Bruno Massot ·
2022: Sui Wenjing / Han Cong
- Nationale Bibliotheek van Letland: 000256141
- Virtual International Authority File: 5790151898628424190005